# Алла (альбом)
«А́лла» — десятый студийный альбом Аллы Пугачёвой. Издан в СССР в 1990 году. В альбом вошли разнообразные композиции, записанные певицей в 1988—1990 годах. Альбом был издан в формате CD, став таким образом первым российским студийным компакт-диском Пугачёвой (и вторым после издания на CD сборника песен в Японии в 1988 году). Сначала вышла CD-версия содержащая 12 композиций, тогда как на виниловой пластинке вышедшей лэйбле «Sintez records» в 1991 году с другой обложкой, их восемь.
В 1990 году «Мелодия» выпустила экспортное издание компакт-диска для продажи в Японии.
В 1997 году альбом был выпущен фирмами «Orange Popular» и «Samsung Music» ввиде компакт-диска и аудиокассеты в Южной Корее.

## Список композиций

### На компакт-диске
| №                   | Название                                | Текст песни         | Музыка              | Длительность |
| ------------------- | --------------------------------------- | ------------------- | ------------------- | ------------ |
| 1.                  | «Кафе танцующих огней*»                 | А. Маркевич         | Ю. Чернавский       | 4:52         |
| 2.                  | «Фотограф»                              | И. Резник           | А. Пугачёва         | 4:00         |
| 3.                  | «Голубь сизокрылый»                     | С. Романов          | А. Морозов          | 3:54         |
| 4.                  | «Пропади ты пропадом, милый»            | А. Алов             | А. Пугачёва         | 3:44         |
| 5.                  | «Молодой человек, пригласите танцевать» | Д. Рубин            | А. Иванов           | 4:43         |
| 6.                  | «Я тебя поцеловала»                     | С. Нико             | А. Пугачёва         | 2:48         |
| 7.                  | «Брось сигарету!*»                      | Л. Дербенёв         | А. Пугачёва         | 2:48         |
| 8.                  | «Три счастливых дня»                    | И. Резник           | А. Пугачёва         | 5:40         |
| 9.                  | «Старый друг*»                          | И. Резник           | Р. Паулс            | 5:08         |
| 10.                 | «Ностальгия в Риме*»                    | Л. Фадеев           | А. Пугачёва         | 3:20         |
| 11.                 | «Коралловые бусы»                       | К. Львов            | И. Николаев         | 3:40         |
| 12.                 | «Монолог»                               | М. Цветаева         | М. Минков           | 4:26         |
| Общая длительность: | Общая длительность:                     | Общая длительность: | Общая длительность: | 49:05        |

Звёздочкой (*) отмечены песни, вошедшие только в CD-версию.

### На грампластинке
| №  | Название                                | Текст песни | Музыка      | Длительность |
| -- | --------------------------------------- | ----------- | ----------- | ------------ |
| 1. | «Фотограф»                              | И. Резник   | А. Пугачёва | 4:00         |
| 2. | «Голубь сизокрылый»                     | С. Романов  | А. Морозов  | 3:54         |
| 3. | «Я тебя так сильно любила»              | А. Алов     | А. Пугачёва | 3:46         |
| 4. | «Молодой человек, пригласите танцевать» | Д. Рубин    | А. Иванов   | 4:44         |

| №  | Название             | Текст песни | Музыка      | Длительность |
| -- | -------------------- | ----------- | ----------- | ------------ |
| 1. | «Я тебя поцеловала»  | С. Нико     | А. Пугачёва | 2:50         |
| 2. | «Три счастливых дня» | И. Резник   | А. Пугачёва | 5:40         |
| 3. | «Коралловые бусы»    | К. Львов    | И. Николаев | 3:40         |
| 4. | «Монолог»            | М. Цветаева | М. Минков   | 4:26         |